# Estancia
För andra betydelser, se Estancia (olika betydelser).

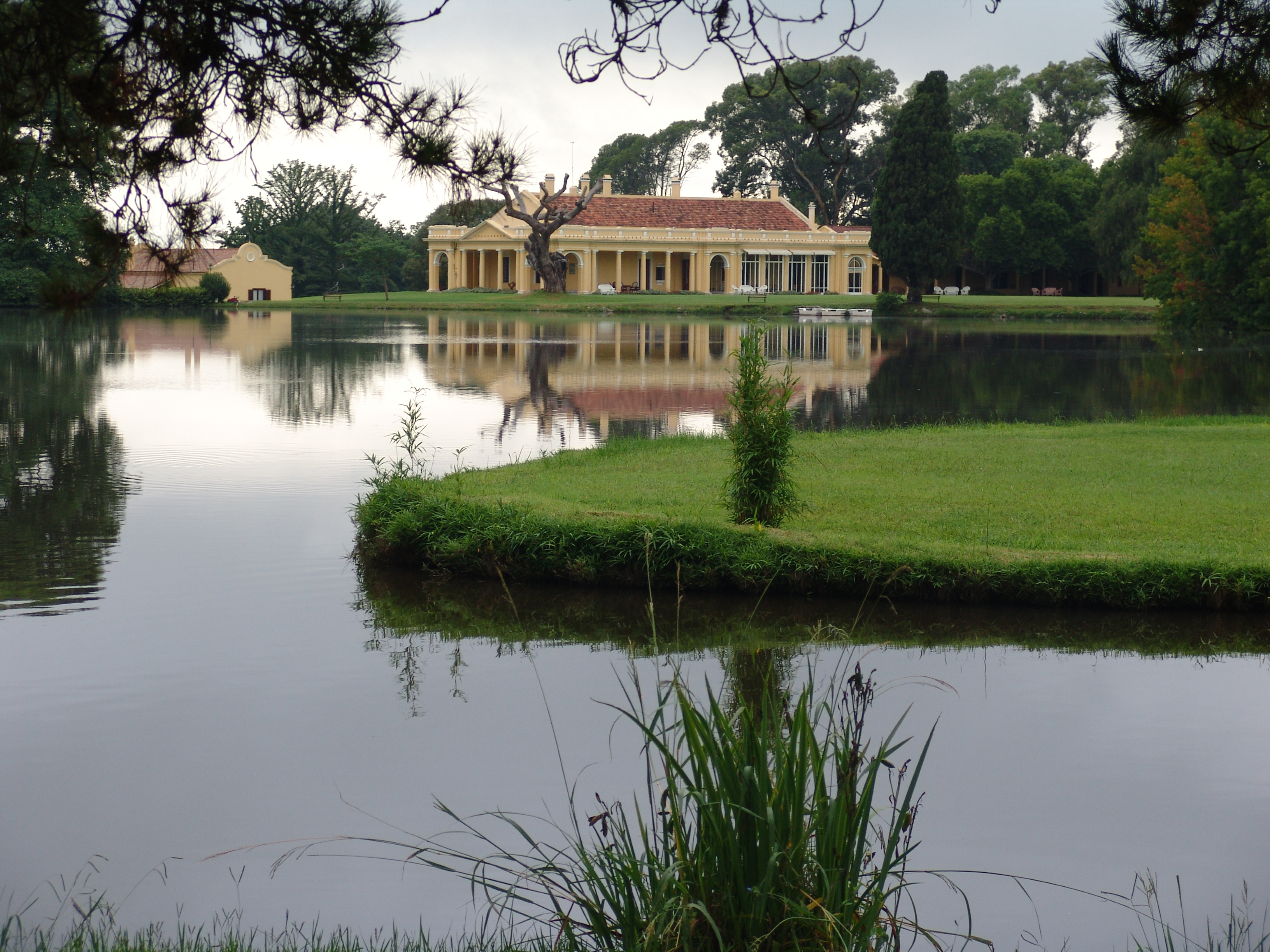
Estancia utanför Córdoba, Argentina.

En estancia är det spanskspråkiga ordet för boning eller vistelseort. I vissa delar av Sydamerika, särskilt Argentina, är det benämningen på större lantgårdar och jordegendomar som uteslutande är avsedda för boskapsskötsel och mejerihantering. Deras ägare kallas estanciéros. Motsvarigheten till en estancia i Nordamerika är en ranch.
Arbetare sysselsatta med boskapsskötsel på estancior benämns gauchor och är den sydamerikanska motsvarigheten till cowboys.
Många städer och byar, huvudsakligen men inte enbart i Latinamerika, växte upp ur estancior och har därför motsvarande namn, till exempel:
- Estância i Sergipe, Brasilien
- Estancia (Iloilo) i provinsen Iloilo, Filippinerna
- Estancia El Brete, Salta Province, Argentina.

### Fotnoter
1. ↑  Hjalmar Tell (6 november 2009). ”Ett annat liv på estancian”. Kristianstadsbladet. http://www.kristianstadsbladet.se/resor/ett-annat-liv-pa-estancian/. Läst 7 mars 2016.